# Ussurigone
Ussurigone là một chi nhện trong họ Linyphiidae.